# Calangianus

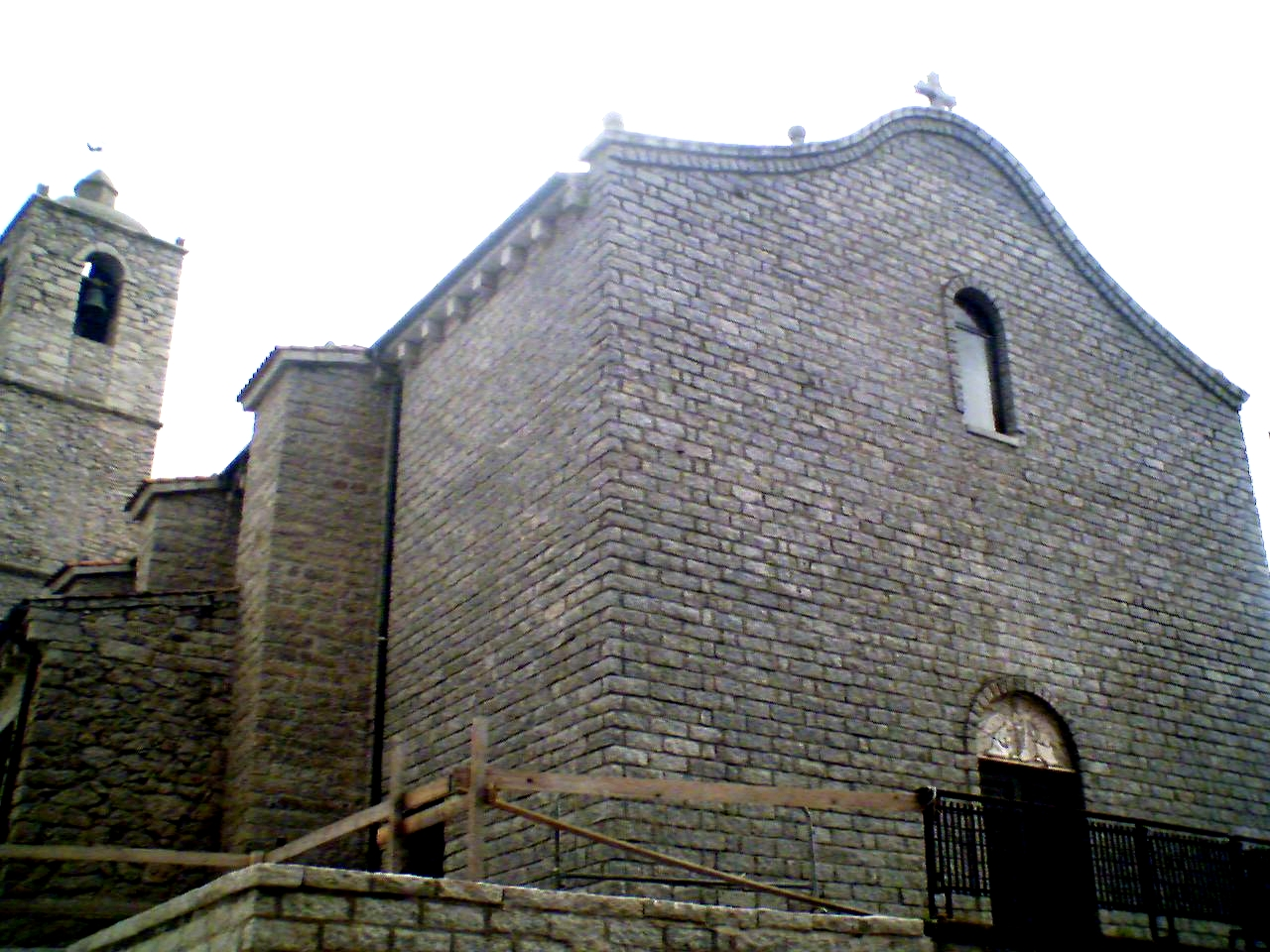
Die Kirche von Calangianus

Calangianus (im galluresischen Dialekt: Caragnani) ist eine italienische Gemeinde (comune) mit 3785 Einwohnern (Stand 31. Dezember 2023) in der Provinz Nord-Est Sardegna auf Sardinien. Die Gemeinde liegt etwa 25,5 Kilometer westlich von Olbia und etwa 7,5 Kilometer ostnordöstlich von Tempio Pausania am Monte Limbara.

## Geschichte
Das Gigantengrab von Pascaredda, das Quellheiligtum Li Paladini und der Protonuraghe Agnu liegen in einem Korkeichenwald unweit des Rio Badu Mela an den Hängen des Monte di Deu.
1162 wird in einer Urkunde des Papstes Alexander III. der Ort Santi Jacobi de Calegnano erwähnt.

## Verkehr
In Calangianus kreuzen sich die Strada Statale 127 Settentrionale Sarda und die Strada Statale 427 della Gallura Centrale. Außerdem besitzt der Ort eine Station an der Bahnstrecke Sassari–Palau und wird im Sommer bis zu achtmal wöchentlich von Zügen des Trenino Verde bedient. Zugangebot besteht nach Palau, Tempio Pausania sowie über Perfugas nach Sassari.